# Y-40
Y-40 The Deep Joy – basen otwarty w dniu 10 maja 2014 roku we włoskiej miejscowości Montegrotto Terme. Głębokość basenu wynosi dokładnie 42 metry i w dniu otwarcia był najgłębszym basenem świata, bijąc dotychczasowy rekord belgijskiego obiektu Nemo 33. W 2020 uruchomiono basen Deepspot w Mszczonowie - głębszy o 3 metry od basenu Y-40.